# بيت الصحافة الحرة

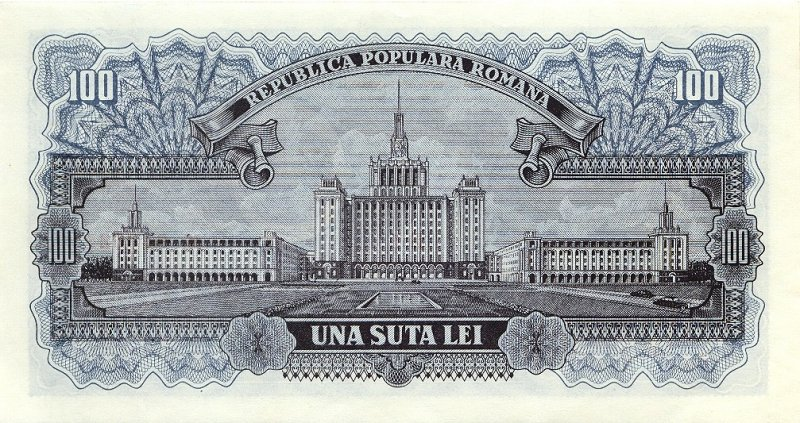
ورقة نقدية قديمة من فئة المئة ليو روماني وصورة المبنى مطبوعة عليها

مبنى بيت الصحافة الحرة في بوخارست (بالرومانية: Casa Presei Libere), من أعلى مباني العاصمة الرومانية حتى عام 2007, عرف سابقا باسم بيت الشرارة (Casa Scânteii) نسبة لمقر صحيفة سكينتيا التابعة للحزب الشيوعي الروماني السابق.

## تاريخيا
كان يتوضع مكان المبنى الحالي حلبة سباق للأحصنة مبنية عام 1905, عام 1950 تم إزالة ثلث الحلبة من أجل أعمال بناء جناح المجمع, وفي عام 1960 تم إزالة الحلبة بالكامل بناء على قرار رئيس الوزراء آنذاك غيورغي غريغور ديج.
بدأ بناء المجمع عام 1952 واستغرق بنائه 5 سنوات, بني على الطراز المعماري الستاليني المنتشر آنذاك وليكون مقرا للصحيفة الرسمية الناطقة باسم الحزب الحاكم وعرف انذاك باسم Casa Scânteii. رفع برج الإرسال عام 1956 ليقوم لمهمة إرسال التلفزيون الروماني.
بعد الثورة الرومانية عام 1989 سمي باسمه الحالي حيث أصبح مقرا لشركات الطباعة والنشر الصحفية ومقر العديد من الصحف المحلية بالإضافة لمكاتب مختلفة وصالات للمؤتمرات.
يذكر أنه عام 1960, تم نصب تمثال الزعيم السوفيتي لينين أمام المجمع الذي نحت من قبل النحات الروماني بوريس كاراجيا, وعام 1990 وبعد ثورة عام 1989 تم انزال التمثال من أمام المجمع.

## أرقام
مساحة المجمع الكلية 32,000 متر مربع, حجم المجمع 735,000 متر مكعب, ارتفاع البناء 91.6 متر من دون برج الإرسال الذي ارتفاعه 12.4 متر مما يجعل الارتفاع الكلي 104 متر (341 قدم).

## معرض صور

- ملف:House of the Spark (Casa Scânteii) (5723590216).jpg